# Hump de Bump
Hump de Bump – jest piosenką zespołu Red Hot Chili Peppers z płyty Stadium Arcadium. Jest czwartym singlem promującym album. Zespół użył "American Ghost Dance" jako podkładu.

## Lista utworów
CD single 1
1. "Hump de Bump" – 3:33
2. "Joe" – 3:54
3. "Save This Lady" – 4:17

CD Single 2
1. "Hump de Bump" – 3:33
2. "An Opening" (Live)

UK Single
1. "Hump de Bump" – 3:33
2. "An Opening" (Live)
3. "Blood Sugar Sex Magik" (Live)

International Maxi CD
1. "Hump de Bump" – 3:33
2. "An Opening" (Live)
3. "Blood Sugar Sex Magik" (Live)

International 7" Picture Disc
1. "Hump de Bump" – 3:33
2. "An Opening" (Live)